# Морган, Тед (историк)
Тед Морган (англ. Ted Morgan; 30 марта 1932, Женева — 13 декабря 2023, Манхэттен, Нью-Йорк) — франко-американский биограф, журналист и историк. Лауреат Пулитцеровской премии.

## Биография
Морган родился в Женеве в семье Габриэля Антуана Арманда, графа де Грамона (1908—1943), пилота французской эскадрильи в Англии во время Второй мировой войны. Грамон — старинный французский дворянский род. Его отец был сыном 11-го герцога Грамона и его третьей жены, Марии из князей Русполи.
После того как его отец погиб во время учебного полёта, Морган начал вести две параллельные жизни. В 1954 году получил степень бакалавра в Йельском университете (где он был членом Manuscript Society), а в 1955 году — степень магистра журналистики в Высшей школе журналистики Колумбийского университета. Хотя в этот период он недолго занимал должности журналиста в газетах The Hollywood Reporter и Worcester Telegram, он всё ещё был членом французского дворянства. С 1955 по 1957 год он был призван во французскую армию во время Алжирской войны, сначала служил вторым лейтенантом в сенегальском отряде Tirailleurs колониальной пехоты, а затем офицером по пропаганде. Впоследствии он в откровенных подробностях рассказывал о своих жестоких переживаниях во время службы в «беде» (алжирской сельской местности) и о зверствах, совершенных обеими сторонами во время битвы за Алжир.
После службы в армии Морган вернулся в Нью-Йорк в качестве репортера Ассошиэйтед Пресс (1958-59 гг.). Работая репортером и корреспондентом газеты New York Herald Tribune с 1959 по 1964 год, получил Пулитцеровскую премию «За выдающуюся подачу сенсационного материала» в 1961 году за «трогательный рассказ о смерти Леонарда Уоррена на сцене Метрополитен-опера» В то время Морган ещё был гражданином Франции и писал под псевдонимом «Санче де Грамон».
В 1970-х годах Морган перестал пользоваться псевдонимом «Санче де Грамон». В 1977 году он получил американское гражданство, отказавшись от своих дворянских титулов. Имя, которое он принял как гражданин США, «Тед Морган», является анаграммой имени «де Грамон». Новое имя было сознательной попыткой отказаться от своего аристократического французского прошлого. Он выбрал «имя, которое соответствовало бы языковым и культурным нормам американского общества, имя, которое телефонные операторы и служащие могли бы услышать, не вздрогнув» (On Becoming American, 1978). В 1978 году Морган был показан в программе новостей CBS «60 минут». В передаче рассказывалось о причинах, побудивших Моргана приобщиться к американской культуре.
Автор биографий Уильяма С. Берроуза, Франклина Рузвельта и Уинстона Черчилля. Последняя из них стала финалистом Пулитцеровской премии за биографию 1983 г. Его биография Сомерсета Моэма 1980 года стала финалистом Национальной книжной премии 1982 года в первом издании в мягкой обложке. Также писал для газет и журналов. Его книга "Тайная война" (The Secret War), вышедшая еще под именем "Санш де Грамон" в 1962 году, была издана на русском языке в 2002 году под названием "История шпионажа".
Морган умер 13 декабря 2023 года в возрасте 91 года в доме престарелых на Манхэттене.